# 村上信用金庫
村上信用金庫（むらかみしんようきんこ　英語：Murakami Shinkin Bank）は、新潟県村上市に本店を置く信用金庫である。

## 沿革
- 1907年（明治40年）11月 - 有限責任村上信用組合として設立。
- 1952年（昭和27年）
  - 8月 - 岩船支店を開設。
  - 12月 - 信用金庫法により村上信用金庫に改組。
- 1962年（昭和37年）10月22日 - 関川支店を開設[1]。
- 1965年（昭和40年）2月10日 - 府屋支店を開設[1][2]。
- 1978年（昭和53年）4月17日 - 駅前支店を開設[1]。
- 1983年（昭和58年）11月7日 - 荒川支店を開設[1]。
- 1990年（平成2年）11月 - 東支店を開設。
- 1995年（平成7年）9月 - 岩船支店が移転。